# يوشيكازو أوتشيدا
يوشيكازو أوتشيدا (باليابانية: 内田祥三؛ بالكانا: うちだ よしかず) هو مهندس معماري ياباني، ولد في 23 فبراير 1885 في طوكيو في اليابان، وتوفي بنفس المكان في 14 ديسمبر 1972.

## وصلات خارجية
- يوشيكازو أوتشيدا على موقع أوليمبيديا (الإنجليزية)